# Stazione di Regalbuto
La stazione di Regalbuto era, fino al 1973, la stazione ferroviaria terminale della ferrovia Motta Sant'Anastasia-Regalbuto posta al km 52+800 della stessa. In seguito è stata definitivamente dismessa.

## Storia

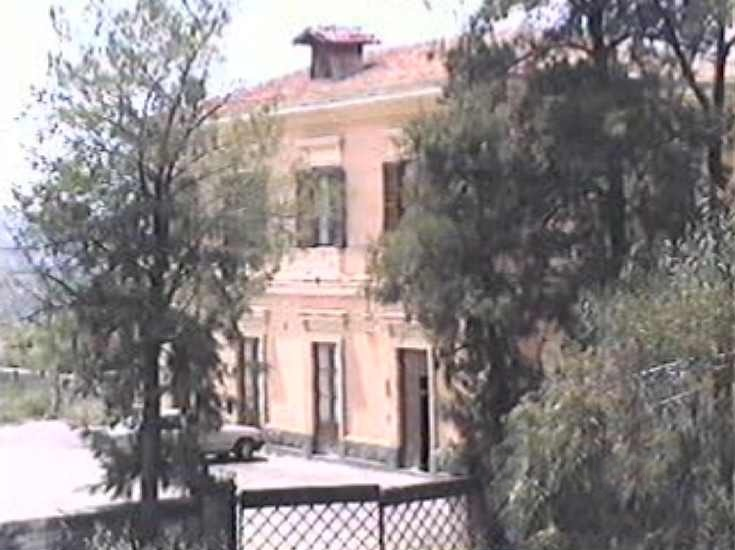
La stazione in un'immagine del 1992.

La stazione di Regalbuto venne prevista dal progetto di costruzione della ferrovia che da Catania, attraverso le valli del Simeto e del Salso avrebbe dovuto raggiungere i campi minerari zolfiferi dell'area Assoro-Leonforte arrivare a Nicosia, dove vennero costruiti stazione e deposito locomotive per proseguire valicando i Nebrodi fino a raggiungere la costa tirrenica e Palermo. Il progetto tuttavia subì tutta una serie di ritardi e i lavori iniziati vennero interrotti più volte dalle Ferrovie dello Stato. In seguito il progetto venne ridimensionato e limitato a Regalbuto già costruita come stazione passante ma di fatto divenuta terminale.
La stazione venne costruita in un piccolo pianoro ricavato artificialmente ai piedi dell'abitato di Regalbuto e non molto distante dal centro; venne inaugurata soltanto nel 1952 in concomitanza con l'apertura all'esercizio della seconda tratta ferroviaria Schettino-Regalbuto.
La stazione non ha avuto mai un ruolo importante proprio perché la linea non ebbe il traffico viaggiatori di transito che l'avrebbe collegata al capoluogo di regione. Il carico degli agrumi del comprensorio e dei prodotti agricoli iniziava soltanto dalle stazioni di Leto e di Carcaci ambedue nel territorio del comune confinante di Centuripe. Un piccolo movimento di assestamento del terreno, susseguente al riempimento del Lago di Pozzillo, ebbe, nel 1973, il risultato di una sospensione temporanea dell'esercizio della stazione con l'arretramento del capolinea alla stazione antecedente di Sparacollo. Anni dopo la sospensione divenne definitiva e la stazione venne dismessa.

## Strutture e impianti
L'edificio di stazione è a due elevazioni, di medie dimensioni di forma similare a quello standard delle stazioni della linea; è posto a sud della linea ferrata; si compone di un corpo centrale con edificio servizi laterale e magazzino merci adiacente.
Il fascio binari comprendeva un ampio piazzale con vari binari di arrivo e partenza per servizio viaggiatori e merci. Vari binari tronchi, per servizio merci, si trovano su ambedue i lati della stazione, mentre a est si trovavano alcuni binari di servizio, le rimesse delle locomotive, il deposito del carbone, una piattaforma girevole da 9,5 m e una torre dell'acqua con colonna idraulica di rifornimento per le locomotive a vapore. 
La stazione era protetta da segnale semaforico di prima categoria. Una torre dell'acqua e una colonna idraulica per il rifornimento completavano la dotazione dell'impianto.

## Movimento
Il traffico viaggiatori in partenza e in arrivo dalla stazione fu sempre poco consistente soprattutto a causa della scarsità dell'offerta i cui orari di partenza ed arrivo non consentivano alcun traffico di utenti pendolari. L'orario ferroviario in vigore 1975-1976 prevedeva infatti due sole coppie di treni giornalieri, di categoria locale. Le partenze per Catania erano, alle ore 9:40 e alle 16:46; gli arrivi alle ore 9:20 e alle 16:12.